# Абазгія
Аба́згія — пізньоантичне та пізньосередньовічне державне утворення абхазького племені абазгів. Відоме з I століття н.е.. Як централізована держава склалася за панування Леона I. 786 року на його базі абазгський князь  Леон II проголосив Абхазьке царство. Існувала Абазгійська епархія.
Розміщувалось на території сучасної Абхазії по березі Чорного моря між річками Жвава-Квара (біля теперішнього Гагри) та Псирцха (біля нинішнього Нового Афона). На початку VI століття поглинуло сусіднє князівство Санігію.

## Історія
Абасгія займала східний берег Чорного моря. На північ від Абасгії знаходилася Апсилія з фортецею Цебельда в Кодорській ущелині. У I ст. н. е. Римська імперія розділили території Геніохів на 3 підвладні їй держави Абазгію, Санігію, Апсилію. Згідно Арріану, в II столітті Абасгія була державою-клієнтом Риму, і римський імператор призначав його правителів.
У IV столітті християнство вже було поширене в Абазгії, єпископ Пітіунта брав участь у першому Нікейському соборі. до VI століття Абасгія переміщається на північ (між річками Гуміста і Бзипь зі столицею в Анакопії) і тепер підпорядковувався Візантійській імперії. У 542 р. візантійська армія покинула Абазгію, а близько 548 р. Абазг Євфрат прибув до Абазгії як Візантійський посол, після чого християнство стало офіційною релігією в Абазгії
Абазги під час ірано-візантійських воєн, що потримали Сасадинів, в надії звільниться від влади Візантії. Таким чином, в 550 році Абазгія була залучена в повстання проти Візантії. Підсумком повстання став поділ Абазгії на дві частини — східну, правитель якої став Скепарн, і Західну, правитель якої став Опсит. Скепарн незабаром отримав підтримку сасанідського двору, а Опсит підготувався до оборони від візантійських військ під командуванням Вільганда і Іоанна вірменина. У наступному ж році візантійці силою відновили свою владу в Абазгії. За часів лазських воєн візантійці побудували фортеці Севастополіс і Пітіунт. Візантійська влада спиралася на систему фортець, лояльність місцевої знаті і церковну організацію. 
У VII столітті Візантія поступилася Абазгам Землі Лазики. В кінці VIII століття, скориставшись внутрішніми потрясіннями в імперії, абазги за допомогою Хазарського каганату звільнилися від влади Візантії, з того часу влада перейшла від династії Аносидів до нової місцевої династії Леонідам який в кінці VIII століття прийняли титул царя Абхазії. У спробах розширення території  Леон II вирішив обрати своєю резиденцією місто Кутаїсі, який був територіально ближче Хазарському Кагануту, яка всіляко підтримувала політику абхазького царства